# Зимові Дефлімпійські ігри 1959
IV Зимові Дефлімпійські ігри пройшли в м. Кран-Монтана, Швейцарія з 27 по 31 січня 1959 року. У змаганнях взяли участь 53 спортсмени.

## Дисципліни
Змагання пройшли з 3 дисциплін.
| - Гірськолижний спорт - Лижні гонки - Стрибки з трампліна |

## Країни-учасники
В IV Зимових дефлімпійських іграх взяли участь спортсмени з 9 країн :
| - Австрія - Німеччина - Італія - Канада - Норвегія - Фінляндія - Франція - Швейцарія - Швеція |

## Нагороди
Країна господар (Швейцарія)
| Місце    | Країна    | Золото | Срібло | Бронза | Загалом |
| -------- | --------- | ------ | ------ | ------ | ------- |
| 1        | Норвегія  | 7      | 5      | 6      | 18      |
| 2        | Німеччина | 3      | 3      | 1      | 7       |
| 3        | Фінляндія | 3      | 1      | 2      | 6       |
| 4        | Австрія   | 1      | 2      | 1      | 4       |
| 5        | Швеція    | 0      | 1      | 0      | 1       |
| 5        | Швейцарія | 0      | 1      | 0      | 1       |
| 7        | Канада    | 0      | 0      | 1      | 1       |
| 8        | Франція   | 0      | 0      | 0      | 0       |
| 8        | Італія    | 0      | 0      | 0      | 0       |
| Загалом: | Загалом:  | 14     | 13     | 11     | 38      |